# Jean Keppi

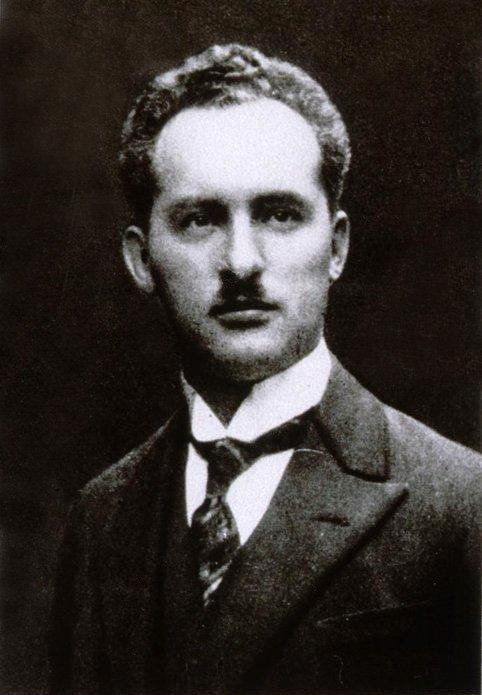
Jean Keppi (1910)

Jean Keppi, auch Johann Keppi (* 26. November 1888 in Mülhausen; † 19. Februar 1967 in Dachstein) war ein deutscher und ab 1918 französischer Politiker aus dem Elsass. Keppi setzte sich in der Zwischenkriegszeit für eine Autonomie seiner Heimat ein. Während der Besatzungszeit von 1940 bis 1944 stand er Widerstandsgruppen gegen das NS-Regime nahe.

## Leben

### Reichslandzeit (bis 1918)
Von 1908 bis 1913 studierte Keppi Öffentliches und Verwaltungsrecht an den Universitäten Straßburg und Zürich. Er stand seit 1909 in Briefkontakt mit dem sozial engagierten Priester Carl Sonnenschein. Nach dessen Vorbild organisierte er 1910 in Mülhausen (Mulhouse) erfolgreiche Ferienkurse für Arbeiter und Angestellte. Bei Aufenthalten in Duisburg und Mönchengladbach bekam er Einblick in die Tätigkeit des Volksvereins für das katholische Deutschland. Ab 1911 gehörte Keppi der Elsaß-Lothringischen Zentrumspartei an. Im gleichen Jahr unterstützte er in Mulhouse aktiv die Landtagskandidatur des Straßburger Hochschullehrers und Reichstagsabgeordneten Martin Spahn, der zu dieser Zeit noch Positionen des Reformkatholizismus vertrat. 1913 veröffentlichte Keppi die Broschüre Die Zeitungen Elsass-Lothringens. Eine statistische Studie, in der er die zahlenmäßige Unterlegenheit katholischer Zeitungen und Zeitschriften gegenüber liberalen und sozialdemokratischen Presseorganen im Reichsland Elsaß-Lothringen darstellte und zum Ausbau des dortigen katholischen Pressewesens aufforderte. Ab April 1913 bekleidete er das Amt eines Ständigen Sekretärs der Elsaß-Lothringischen Zentrumspartei. Im Gefolge der Zabern-Affäre  im Oktober 1913 organisierte Keppi zahlreiche Demonstrationen gegen das Auftreten des Militärs, was den Behörden Anlass für mehrere Hausdurchsuchungen gab. Ein Haftbefehl aus dem gleichen Grund wurde nicht mehr vollstreckt, nachdem Keppi im Rahmen der Mobilmachung im August 1914 eingezogen worden war. Das Ende des Ersten Weltkriegs erlebte er im Rang eines Leutnants an der Westfront.

### Zwischenkriegszeit (1919 bis 1939)
Im Februar 1919 war Keppi an der Gründung der Union populaire républicaine d’Alsace (UPRA; häufiger einfach als UPR oder auch als „Volkspartei“ bezeichnet) beteiligt, der Nachfolgepartei der Elsaß-Lothringischen Zentrumspartei (ELZ). Er war Vertreter des „linken“ (christlich-sozialen und elsässisch-regionalistischen) Flügels der Partei, was zunehmend zu heftigen innerparteilichen Auseinandersetzungen mit Vertretern „rechter“ (bürgerlich-nationaler und zentralstaatlicher) Positionen wie Emile Wetterlé und Nicolaus Delsor führte. Von November 1919 bis Juni 1922 vertrat er die Partei als gewählter Beigeordneter (adjoint au maire) der Stadt Straßburg. Im Mai 1920 richtete er die Denkschrift „Die Wohnungskrise in Strassburg“ an den Gemeinderat der Stadt zur angespannten Situation auf dem Wohnungsmarkt. Von Juli 1922 bis 1936 war Keppi Secrétaire général der Stadtverwaltung Haguenau.
Am 24. Mai 1926 war Keppi einer der Mitbegründer der autonomistischen Sammlungsbewegung Elsaß-Lothringischer Heimatbund, wurde zu deren Generalsekretär gewählt und war Mitunterzeichner des Gründungsmanifests „Das Manifest des Heimatbundes. Aufruf an alle heimattreuen Elsass-Lothringer“ vom 8. Juni 1926. Wegen inhaltlicher Differenzen und zunehmender Bestrebungen zahlreicher Bundesmitglieder um Paul Schall, aus dem Heimatbund eine autonomistische politische Partei zu machen, trat Keppi im Mai 1927 aus dem Heimatbund wieder aus. 1930 wurde Keppi wegen seines Rufs als guter Organisator mit der Neuordnung der Parteifinanzen der UPR beauftragt. Nach der Niederlage der UPR bei den Gemeinderatswahlen 1936 wurde er zum 3. Vize-Präsidenten der UPR gewählt.
Im September 1939 wurde Keppi im Rahmen der Evakuierung der elsässischen Zivilbevölkerung ins Landesinnere in Périgueux untergebracht. Dort wurde er unter dem Vorwurf der Gefährdung der Staatssicherheit verhaftet und am 18. Oktober in das Militärgefängnis von Nancy überführt, wo bereits weitere Angehörige der elsässischen Autonomie-Bewegung inhaftiert waren. Obwohl die zwischenzeitlichen Ermittlungen und Verhöre der Inhaftierten nicht zu einer Anklageerhebung geführt hatten, wurden diese vor den heranrückenden deutschen Truppen in verschiedene Gefängnisse im Inneren Frankreichs verlegt, Keppi über mehrere Zwischenstationen schließlich nach Privas. Befreundete christdemokratische Politiker aus dem Elsass und Lothringen, unter ihnen Robert Schuman, setzten sich beim französischen Innenministerium für seine Freilassung ein. Bevor diese Bemühungen Wirkung zeigten, wurden die Inhaftierten im Rahmen der Kapitulation Frankreichs von den französischen Behörden am 15. Juli 1940 in Chalon-sur-Saône an ein Sonderkommando der Abwehr der Wehrmacht übergeben.

### Besatzungszeit (1940 bis 1944)
Wie die anderen „Nanziger“ unterschrieb auch Keppi das von Robert Ernst bereits weitgehend vorformulierte „Manifest von Drei-Ähren (Manifeste des Trois-Épis)“, in dem Hitler um die Eingliederung des Elsass ins Dritte Reich gebeten wurde. Vom 28. November bis zum 2. Dezember 1940 nahm Keppi an der Reise der „Nanziger“ nach Berlin teil, wo die Gruppe u. a. von Wilhelm Frick, Otto Meissner, Hans Heinrich Lammers und Heinrich Himmler empfangen wurde.
Ab März 1941 war Keppi bei der Zivilverwaltung des Elsass für das „Flüchtlingswesen“ zuständig, ab Juli leitete er dann die „Ansiedlungsstelle für Volksdeutsche aus Frankreich“, wo er für die Rückführung der 1939/40 ins Landesinnere evakuierten Elsässer zuständig war. Er vermied jegliches Zeichen der Kollaboration mit offiziellen deutschen Stellen, entzog sich offiziellen Anfragen zur öffentlichen Unterstützung der deutschen Behörden und galt wegen seiner Bindungen an die katholische Kirche als unzuverlässig. Die deutsche Staatsangehörigkeit lehnte er ab, wurde jedoch wie alle anderen „Nanziger“ (und wohl ohne sein Einverständnis) in die NSDAP aufgenommen. Ende September 1943 gab er seine Stelle beim „Flüchtlingswesen“ auf und übernahm die Leitung einer Druckerei des Alsatia-Verlags.
Schon seit Frühjahr 1941 stand Keppi direkt oder durch Vermittlung von Joseph Rossé in Kontakt mit Personen des deutschen Widerstands gegen den Nationalsozialismus, zunächst mit Mitgliedern des Kreisauer Kreises. Ab 1942 stand er in regelmäßigem Kontakt mit Personen des Widerstands in Baden und Württemberg, namentlich mit Eugen Bolz, Joseph Ersing und Reinhold Frank. Im Juni 1943 wurde er von Valentin Eichenlaub, August Kuhn und Jakob Kaiser in Pläne für ein Attentat auf Hitler zu Weihnachten 1943 eingeweiht. Im September 1943 hielt er sich zu Besprechungen mit Bolz, Ersing, Frank und Carl Goerdeler in Stuttgart auf. Thema war die Neuregelung der politischen Verhältnisse im Elsass nach einem erfolgreichen Attentat. Der geplante Anschlag musste von Claus Schenk Graf von Stauffenberg jedoch verschoben werden. Keppi soll Stauffenberg dann bei einer späteren Gelegenheit auch noch persönlich getroffen haben.
Nach dem Fehlschlag des Attentats vom 20. Juli 1944 wurde Keppi seit September 1944 von der Gestapo mit Haftbefehl gesucht, zunächst jedoch unter falschem Namen („Dr. Käppi“). Nachdem er von einem ihm bekannten Mitarbeiter des Polizeipräsidiums Straßburg gewarnt worden war, konnte er untertauchen und sich bis zum Einmarsch der alliierten Truppen im Elsass im November 1944 versteckt halten.

### Nachkriegszeit (1945 bis 1967)
Keppi wurde nach der Libération nicht wie viele andere Autonomisten der Vorkriegszeit verhaftet. Im Prozess gegen Joseph Rossé (Nancy, Mai bis Juni 1947) sagte er zugunsten des Angeklagten aus. Im August 1947 wurde dann in Straßburg vor einer Commission d’Épuration wegen Zusammenarbeit mit dem Feind („intelligences avec l' ennemi“) doch auch gegen ihn selbst verhandelt. Auf Grund der Aussagen von Entlastungszeugen wurde er lediglich zu 15 Jahren Dégradation nationale (etwa vergleichbar dem Verlust der bürgerlichen Ehrenrechte im deutschen Strafrecht) verurteilt. Außerdem musste er der Staatskasse 240.000 Francs zurückerstatten als Ausgleich für 12.000 Reichsmark, die ihm im April 1943 von den deutschen Behörden als Haftentschädigung für seine Haftzeit in Nancy von Oktober 1939 bis Juni 1940 ausgezahlt worden waren. Obwohl die Geldstrafe im März 1949 auf 180.000 Francs reduziert wurde, geriet Keppi durch das Urteil in erhebliche wirtschaftliche Schwierigkeiten.
Nach 1946 gehörte Keppi der Mouvement républicain populaire (MRP, im Deutschen oft „Volksrepublikaner“ genannt) an, die christdemokratische Positionen vertrat und in den 1950er Jahren die stärkste Partei im Elsass war. Keppi vertrat weiterhin regionalistische Positionen, konnte sich damit jedoch nicht in größerem Umfang durchsetzen und wurde auch nicht mehr in öffentliche Ämter gewählt. Zunehmend zog er sich aus dem politischen Leben zurück. Ab 1946 war er regelmäßiger Mitarbeiter der in Straßburg erscheinenden zweisprachigen katholischen Straßburger Wochenzeitung L'Ami du Peuple, zuständig für Rechtsfragen und Korrektur. Nur selten veröffentlichte er noch Artikel.

## Veröffentlichungen
- Die Zeitungen Elsass-Lothringens. Eine statistische Studie über ihre geographische und politische Verteilung und ihren Inhalt. Herdersche Buchhandlung, Straßburg 1913.
- Wohnungsfrage und Wohnungspolitik. Vortrag gehalten von J. Keppi auf dem II. Elsässischen Christlich-Sozialen Ferienkursus, Herbst 1920, ergänzt durch zahlreiche Randbemerkungen. LeRoux, Straßburg 1921